# Sonnet 4

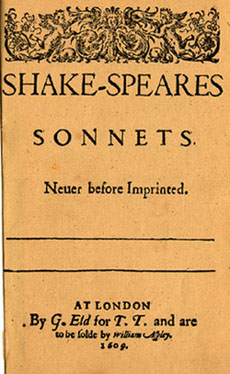
Sonnetten van Shakespeare, 1609

Sonnet 4 maakt deel uit van de sonnetten van Shakespeare die voor de eerste keer in 1609 werden gepubliceerd. Het is het vierde uit de reeks van 17 sonnetten van Shakespeare die in het Engels de procreation sonnets (letterlijk: voortplantingssonnetten) worden genoemd. De jongeling wordt net als in voorgaande sonnetten aangemaand zijn schoonheid niet te vergooien. Het is een geschenk van de natuur, maar alleen gegeven op voorwaarde dat de wereld en komende generaties er baat bij zullen hebben.

## Shakespeares tekst
| Sonnet 4 Unthrifty loveliness, why dost thou spend Upon thyself thy beauty's legacy? Nature's bequest gives nothing, but doth lend, And being frank she lends to those are free. Then, beauteous niggard, why dost thou abuse The bounteous largess given thee to give? Profitless usurer, why dost thou use So great a sum of sums yet canst not live? For having traffic with thyself alone, Thou of thyself thy sweet self dost deceive. Then how when nature calls thee to be gone: What acceptable audit canst thou leave? Thy unused beauty must be tombed with thee, Which usèd, lives th' executor to be. |

## Vertaling
Jij verkwistende narcist, waarom verspil je
Wat je erfde aan schoonheid enkel aan jezelf?
Moeder Natuur geeft niets, maar leent slechts,
En aangezien Zij grootmoedig is, leent ze enkel aan hen die vrijgevig zijn:
Dan, stralende vrek, waarom misbruik je
De rijkelijke schoonheid waarmee je geboren bent?
Jij nutteloze geldschraper, waarom leen jij
Zo'n grote rijkdom, terwijl je het niet belegt?
Door het enkel voor jou te houden
Bedrieg je enkel het beste deel van jezelf.
En wanneer je zult sterven,
Welke zinvolle erfenis kan je dan achterlaten?
Jouw nimmerbenutte schoonheid sterft samen met jou,
Tenzij je het besteedt, dan zal een kind jouw erfgenaam zijn.

## Analyse
Shakespeares sonnetten zijn voornamelijk geschreven in een metrum genaamd jambische pentameter, een rijmschema waarin elke sonnetregel bestaat uit tien lettergrepen. De lettergrepen zijn verdeeld in vijf paren, jamben genoemd, waarbij elk paar begint met een onbeklemtoonde lettergreep.
In Sonnet 4 wordt de schoonheid van de jongeman vergeleken met een schat en zijn financiële situatie, die, wanneer hij zich niet voortplant, geen nut meer heeft na zijn dood. Hij laat als het ware geen enkele erfenis achter, zoals in regel 12 wordt gesuggereerd met acceptable audit. Verder hanteert Shakespeare heel wat business-gerelateerde termen: niggard, usurer, sums, executor, audit en profitless. De schoonheid die de jongeling van de natuur ontving wordt vergeleken met het lenen van geld. De lener moet wat hij ontvangt goed besteden. De natuur geeft immers niets gratis en verwacht er iets voor in de plaats, namelijk dat de ontvanger er iets mee zal doen waar de wereld baat bij zal hebben.
Dit sonnet heeft een nogal 'ondeugende' reputatie door de 9e versregel "For having traffic with thy self alone,", die kan worden geïnterpreteerd als een expliciete verwijzing naar masturbatie. 